# 動詞複動性
動詞複動性（Pluractionality），又稱動詞單複數（Verbal number），是一個指稱動詞參與者的數量或動詞次數為眾數的一個語法方面的事物。它和反復體（frequentative aspect）和重復體（Iterative aspect）等不同的是，這些體並不表明動作參與者有多少，而動詞單複數有。
很多時候，眾數及物動詞表明其直接受詞是眾數，而在眾數不及物動詞中，則表其主詞是眾數，因此有時這被看作是有此種區別的語言作格性的一面；然而，動詞複動性的基本原則是動作的次數為眾數，不論是有數人做這動作或動作做了數次皆然，而實際上的解釋，往往要根據動詞本身的語義或有動詞複動性的動詞出現的上下文而定。動詞沒有複動性的狀況通常不表示參與者是單數的，但表明該動作沒有值得特別注意的複動性，因此與其說動詞複動性是單數對眾數的區別，倒不如說它是「少數」（paucal）對「多數」（multiple）的區別。

## 阿伊努語
日本的阿伊努語有個封閉詞類(closed class)名叫「數動詞」(count verbs)，此類動詞中的多數以-pa這個在某些動詞上已「固化」(lexicalization)的重復形詞綴結尾。像例如kor之意為「擁有(一些)東西」，而kor-pa之意則為「擁有許多東西」，此外，後者的形式亦有致使形存在，像例如kor-pa-re之意為「給(一個人)很多東西」；而kor-pa-yar之意則為「給(數人)很多東西」等。-pa這個後綴可出現不只一次，它有可能表示有複動性的動詞處於其重複體(iterative aspect)，如下所示：
hosip-pa-pa (意即「大家都回來了」)
亦有些動詞在動詞複動性上有異幹互補的形式：
| 微數形     | 眾數形 | 語義 |
| ---------- | ------ | ---- |
| an         | oka(y) | 是   |
| as         | roski  | 站   |
| a          | rok    | 坐   |
| arpa, oman | paye   | 去   |
| ek         | arki   | 來   |
| rayke      | ronnu  | 殺   |
| uk         | uyna   | 拿   |

除了單複數之意外，複動性亦可用作禮貌形，就如許多語言中將眾數人稱代詞用作禮貌形一般。

## 喬治亞語
喬治亞語在動詞單複數和名詞單複數間有些區別。喬治亞語的動詞有根據時態、有生性和單複數的異幹互補的狀況。當與數詞一同出現時，喬治亞語的名詞為單數，不論其在語義上是有多少事物的，在此時，動詞的人稱一致是與語法上的，因此也是用單數形的；然而，就動詞複動性而言，它依舊是用眾數形詞幹的。如下所示： 
單數參與者+單數動詞的情況：
| Jennifer     | da-ǧd-a                      |
| 珍妮佛(單數) | 完整体-坐(單數)-第三人稱單數 |
此句之意即「珍妮佛坐下了」
眾數參與者+眾數動詞的情況：
| čem-i     | mšobl-eb-i     | da-sxd-nen                   |
| 我的-主格 | 家長─眾數─主格 | 完整體-坐(眾數)-第三人稱眾數 |
此句之意即「我的家長坐下了」
參與者在語法上單數但在語義上眾數的情況，此情況同時混合單數和眾數的特性：
| čem-i     | sam-i     | megobar-i       | da-sxd-a                     |
| 我的-主格 | 三個-主格 | 朋友(單數)-主格 | 完整體-坐(眾數)-第三人稱單數 |
此句之意即「我的三個朋友坐下了」

## 穆斯科吉語言
像科瓦薩提語(Koasati)等穆斯科吉語言(Muskogean languages)有單數、雙數和眾數甕詞等的分別，然而對於這些區別到底是是動詞複動性還是動詞對名詞單複數一致這點，目前尚不清楚。

## 霍皮語
在霍皮語(Hopi langauge)中，雙數名詞會使用後綴-vit和單數動詞來標明。霍皮語沒有雙數代明詞，但它可藉由將眾數代名詞與單數動詞連用來表雙數之意。然而，目前尚不清楚這是動詞複動性或只是動詞對名詞單複數的一致。

## 中部波摩語
美國加州的中部波摩語(Central Pomo langaige)對意為「坐、留」的動詞有單數形的ʔčʰá·w形式和用於多於一人的napʰów的眾數形式。；此外，當動作對象有多個時，其完整体後綴-w會變為-t的形式，如下所示：
| háyu | š-čé-w              |
| 狗   | 勾-捕捉-完整体.單數 |
此句之意即「他將那狗(一隻)給繫起了」
| háyu | š-čé-t              |
| 狗   | 勾-捕捉-完整体.眾數 |
此句之意即「他將那狗(多隻)給繫起了」
就如阿伊努語的狀況般，動詞複動性亦可用於禮貌形。

## 豪萨语
像豪萨语等乍得语族的語言藉由將動詞重疊以表「一般重複動作方面的意思，或同時由多動作者進行的動作，或對多於一個受詞進行的動作，或此三種『眾數』含義的混合。」 (Eulenberg 1971)；此外，它還有以下的形式派生形式：
- naa aikee su (意即「我寄送給了他們」)
- naa a”aikee su (意即「我寄送(眾數形)給了他們」)

第一個句子表示「我同時寄送給他們」，第二個句子則表示「我在不同時間或不同地點寄送給他們」

## 巴布亞語言
動詞複動性在新幾內亞是常見的現象。下面科伊阿里語族(Koiarian languages)的巴萊伊語(Barai)的範例即為有異幹互補現象的一例：
| fi  | (一人)坐 |  | kari | (許多人)坐 |
| abe | 拿(一個) |  | ke   | 拿(多個)   |

## 參照
- Campbell, G. (2000). Compendium of the World's Languages. Taylor & Francis.
- Corbett, G. (2000). Number. Cambridge University Press.
- Eulenberg (1971). Papers in African Linguistics
- Liddell, Scott K. (2003). Grammar, Gesture, and Meaning in American Sign Language. Cambridge University Press.
- Mithun, Marianne (1999). The Languages of Native North America. Cambridge University Press.
- Tamura, Suzuko (2000). The Ainu Language. Tokyo: Sanseido.